# Nazionale maschile under 15 di baseball della Francia
La nazionale maschile under 15 di baseball francese rappresenta la Francia nelle competizioni internazionali di età non superiore ai quindici anni.

## Piazzamenti

### Europei
- 2006 :  2°
- 2016 :  2°